# Greenfield (Massachusetts)
Greenfield ist eine Stadt im Franklin County in Massachusetts und zugleich der Sitz des County. Das U.S. Census Bureau hat bei der Volkszählung 2020 eine Einwohnerzahl von 17.768 ermittelt.

## Geographie
Die Stadt befindet sich auf dem Schnittpunkt des Mohawk Trail beziehungsweise der Massachusetts Route 2 in der Ost-West-Richtung mit der Interstate 91 in der Nord-Süd-Richtung.

## Geschichte
Die ursprüngliche Bevölkerung der Pocumtuc-Indianer, die in diesem Gebiet lebte,  wurde 1664 durch den Stamm der Mohawk vertrieben.
Greenfield wurde 1686 gegründet und 1753 als Stadt deklariert.

## Söhne und Töchter der Stadt
- James C. Alvord (1808–1839), Politiker
- Shenna Bellows (* 1975), Politikerin
- George Grennell (1786–1877), Politiker
- Van Hansis (* 1981), Schauspieler
- Herbert Huncke (1915–1996), Pionier der Schwulenbewegung
- Jake Lacy (* 1985), Schauspieler
- George Ripley (1802–1880), Schriftsteller
- John E. Russell (1834–1903), Politiker
- Paul Fitzpatrick Russell (* 1959), katholischer Erzbischof, Diplomat und Weihbischof in Detroit
- William F. Streeter (* 1937), Generalmajor der United States Army
- Henry Wilson (1828–1878), Komponist